# Монголия на летних Олимпийских играх 1976
Монголия принимала участие в Летних Олимпийских играх 1976 года в Монреале (Канада) в четвёртый раз за свою историю, и завоевала одну серебряную медаль. Сборную страны представляло 32 спортсмена, в том числе 2 женщины. 

## Серебро
- Борьба, мужчины — Зэвэгийн Ойдов.